# Rzav (rzeka)
Rzav (serb. Рзав) – rzeka w Bośni i Hercegowinie oraz Serbii, prawy dopływ Driny. Jej długość wynosi 72 km.

## Opis
Płynie przez zachodnią Serbię i wschodnią Bośnię i Hercegowinę. Powierzchnia jej dorzecza wynosi 607 km². Powstaje z połączenia Crnego i Bijelego Rzavu. Do Driny wpada w okolicach Višegradu.